# ЗАЗ-2301

ЗАЗ-2301 «Снага»

ЗАЗ-2301 «Снага» — дослідна бортова вантажівка вантажопідйомністю 1000 кг, що була розроблена Запорізьким автозаводом. У 1995 році машина пройшла всі випробування і після цього їздила по різних виставках, але так і не пішла в серію по причині відсутності фінансування.
ЗАЗ-2301 «Снага» створювалася в тісному кооперацією Трнавським автомобільним заводом (Чехословаччина).
На базі «Снаги» також планувалося створення уніфікованого сімейства комерційних автомобілів. Був створений макет мікроавтобуса ЗАЗ-2201. Фургон на основі ЗАЗ-2201 повинен був мати індекс ЗАЗ-2701.
На запорізьких вантажівках планувалося використання двигунів сімейства УЗАМ-412, об'ємом від 1500 см3 (73.5 к.с.) до 1700 см3 (85 к.с.).

## Модифікації
- ЗАЗ-2201 «Галич» - мікроавтобус на основі ЗАЗ-2301 «Снага» (виготовили тільки макет з пластиліну)
- ЗАЗ-2701 - фургон на основі ЗАЗ-2301 «Снага»